# 北京顧孟餘故居
39°56′19″N 116°24′05″E / 39.938515°N 116.401257°E
顧孟餘故居，位于北京市东城区黑芝麻胡同13号，原是荣禄的叔父刑部尚书、四川总督奎俊，和北洋政府外交总长顾孟余的住宅。

## 历史
顧孟餘故居位于黑芝麻胡同13号，东邻南锣鼓巷，西邻南下洼子胡同，南邻沙井胡同，北邻前鼓楼苑胡同。
该院原来是一座带花园的建筑群，东西分为四路，南北共有五进。东部是花园，西部是住宅。该院原来是清朝光绪年间担任四川总督、刑部尚书的奎俊之宅，中华民国时期为顧孟餘居住。
1986年1月21日，此宅被公布为东城区文物保护单位。2003年被公布为北京市文物保护单位。现为单位宿舍。 

## 建筑
该宅院西部的房屋的檐柱、廊子的廊柱尺寸十分粗大，超过了清朝《工部工程则例》的规定。院落形制较为完整，特别是院内的砖、石、木雕十分精细。该宅院东部原来是面积很大的花园，内有树木、假山、轩室、亭榭、月牙河等等，如今早已全部拆除，改作小学校舍。
该宅院西部现存建筑主要有：
- 大门：该宅院建在高台上，七级台阶上有广亮大门一间，硬山顶，合瓦清水脊，汉白玉圆门墩。门外有一字影壁，还有上马石一对。门内也设有一字影壁，西侧屏门通往西路第一进院。
- 西路院：西路院的过道如今都添建有房舍。
  - 第一进院：南侧有倒座房九间，硬山顶，合瓦清水脊屋面。北侧有八间过道房，通过门道可进入第二进院。
  - 第二进院：一殿一卷式垂花门，将第二、三进院分隔开来。
  - 第三进院：正房三间，前出廊，两侧各带有耳房一间，东西厢房各三间，都是硬山顶合瓦过垄脊屋面。抄手游廊连接着院内各房，廊子上带有倒挂楣子，下方设有坐凳。
- 东路院：院门东侧为东路院。东路院的过道如今都添建有房舍。
  - 第一进院：有倒座房五间，一殿一卷式垂花门，前面设有一对抱鼓石。
  - 第二进院：垂花门内为第二进院，有正房三间，两侧各有耳房一间，东西厢房各三间，抄手游廊连接着院内各房，屋面都是硬山顶合瓦过垄脊。正房东北角廊的东墙处，原来设有屏门可以通往东部的花园。[1]